# Masacre de Goliad
Se conoce como masacre de Goliad al fusilamiento masivo por parte del ejército mexicano de alrededor de 425-445 rebeldes texanos que se llevó a cabo, el 27 de marzo de 1836, durante la guerra de la Independencia de Texas.

## Marco histórico
Tras el triunfo de las fuerzas mexicanas —comandadas por el general José Urrea— en las batallas de Refugio y Coleto, fueron capturados alrededor de 400 rebeldes texanos; de acuerdo con el diario de José Enrique de la Peña eran 365 hombres, de los cuales 97 estaban heridos. 
El 20 de marzo los prisioneros fueron trasladados a Goliad; entre ellos se encontraban el teniente coronel William Ward, que había sido capturado en las cercanías de Refugio, y el comandante James Walker Fannin, quien se había rendido en las llanuras de Coleto. El día 26 de marzo llegó un mensajero a Goliad con órdenes del general Antonio López de Santa Anna, las cuales indicaban ejecutar a los prisioneros por "crímenes cometidos contra México". Ese mismo día el teniente coronel Nicolás de la Portilla respondió que las órdenes se llevarían a cabo al día siguiente.
El domingo 27 de marzo de 1836, por órdenes del coronel Francisco Garay, fueron apartados del grupo de prisioneros los médicos Barnard y Shackelford, así como una docena de hombres bajo el argumento de haber sido aprehendidos sin armas durante su captura. El resto fue conducido hacia las afueras de Goliad. A tan sólo quince minutos de marcha, fueron sacados del camino; acto seguido las tropas mexicanas iniciaron el fusilamiento masivo. Entre los pocos sobrevivientes que lograron escapar se encontraba el alemán Herman Ehrenberg, quien posteriormente escribió su testimonio sobre los hechos ocurridos. El último en ser fusilado fue el comandante Fannin, a quien se le leyó su sentencia de muerte, la cual fue traducida por Joseph Spohn. El capitán Carolino Huerta fue quien dirigió el pelotón de fusilamiento; Fannin le pidió que su reloj fuera enviado a su familia, entregándole el poco dinero que llevaba consigo. Sus deseos no fueron cumplidos pues Huerta no hablaba inglés. Los cadáveres fueron arrojados a una fosa.
El general José Urrea se encontraba en Guadalupe Victoria cuando se enteró de las órdenes de Santa Anna, a las cuales se opuso firmemente; sin embargo, era demasiado tarde. Los prisioneros ya habían sido ejecutados. Casi un mes más tarde Santa Anna fue capturado durante la batalla de San Jacinto. Al ser interrogado por Samuel Houston negó haber sido responsable directo de la masacre:

Santa Anna: Protesto a usted, general (y puso su mano sobre el corazón), de que no fui informado que se habían rendido. El general Urrea me informó que los había vencido en batalla y con esa impresión ordené su ejecución.

Sam Houston: Sé, general, que los hombres se habían rendido.

Santa Anna: Pues yo lo ignoré. Y después de su aseveración no tengo la menor sombra de duda de que el general Urrea no tenía ninguna autoridad para recibir su rendición. Si algún día yo tuviera al general Urrea en mis manos lo ejecutaría por su duplicidad, por no darme la información verídica.

En sus memorias, Santa Anna tergiversó aún más los hechos arguyendo que había sido Urrea quien había tomado la decisión de fusilar a los prisioneros texanos.
Sin embargo, el historiador Rafael Trujillo en un libro polémico en torno a esta guerra, "Olvídate del Álamo", da otra versión de la muerte de los prisioneros de Goliad. Recuerda el bando que sentenciaba a pena de muerte a los filibusteros que ingresaran a México para agredir al país y que fueran sorprendidos con las armas en las manos; tal era el caso de la gran mayoría de soldados del ejército texano, quienes no eran texanos sino mercenarios contratados en la unión americana. Por otro lado, Trujillo asegura que la mayoría de prisioneros no fueron fusilados, sino que habrían sido ejecutados al intentar fugarse, al trasladarse hacia Goliad, y sólo algunos habrían sido fusilados.